# Macrosteles striifrons
Macrosteles striifrons är en insektsart som beskrevs av Anufriev 1968. Macrosteles striifrons ingår i släktet Macrosteles och familjen dvärgstritar. Inga underarter finns listade i Catalogue of Life.